# Marina Kislova
Pour les articles homonymes, voir Kislova.
Marina Kislova, née le 7 février 1978, est une athlète russe, évoluant sur le sprint. Son principal résultat est une médaille de bronze en relais 4 × 100 m aux Championnats du monde de 2003.

## Palmarès

### Jeux olympiques d'été
- Jeux olympiques d'été de 2000 à Sydney ( Australie)
  - 5e en relais 4 × 100 m (relayeuse lors des séries)

### Championnats du monde d'athlétisme
- Championnats du monde d'athlétisme de 2001 à Edmonton ( Canada)
  - éliminée en quart de finale sur 100 m
- Championnats du monde d'athlétisme de 2003 à Paris ( France)
  - éliminée en demi-finale sur 100 m
  -  Médaille de bronze en relais 4 × 100 m

### Championnats du monde d'athlétisme en salle
- Championnats du monde d'athlétisme en salle de 2001 à Lisbonne ( Portugal)
  - éliminée en demi-finale sur 60 m
- Championnats du monde d'athlétisme en salle de 2003 à Birmingham ( Royaume-Uni)
  - 6e sur 60 m

### Championnats d'Europe d'athlétisme
- Championnats d'Europe d'athlétisme de 2002 à Munich ( Allemagne)
  - éliminée en demi-finale sur 100 m

### Championnats d'Europe d'athlétisme en salle
- Championnats d'Europe d'athlétisme en salle de 2002 à Vienne ( Autriche)
  -  Médaille d'argent sur 60 m
- Championnats d'Europe d'athlétisme en salle de 2007 à Birmingham ( Royaume-Uni)
  - éliminée en demi-finale sur 60 m